# 61-ша окрема бригада морської піхоти (РФ)
61-ша окрема гвардійська Кіркенеська Червонопрапорна бригада морської піхоти (61 ОБрМП, в/ч 38643) — формування морської піхоти Збройних сил Російської Федерації у складі берегових військ Північного флоту. Бригада дислокується у військовому містечку Спутнік Мурманської області. Входить до складу Об'єднаного стратегічного командування «Північ».

## Історія
Після розпаду СРСР 61-ша окрема бригада морської піхоти відійшла під юрисдикцію Збройних сил Російської Федерації.
В 1993 році склад бригади поповнили кадровані підрозділи розформованої 175-ї окремої бригади морської піхоти.

### Друга чеченська війна
У вересні 1999 року зведений батальйон від 61-ї бригади, створений на основі 876-го окремого десантно-штурмового батальйону був залучений до виконання бойових дій під час Другої чеченської війни.
Основні втрати батальйону припали на один бій на висоті 1406 у Веденській ущелині поблизу н.п. Харачой 31 грудня 1999 року.

### Війна на сході України
Відкриті джерела надають інформацію про участь окремих військовослужбовців, техніки («Нона»-СВК) та з'єднань бригади у бойових діях на Донбасі.
Військовослужбовці 61 ОБрМП були помічені в містах України, на той час підконтрольних проросійським формуванням:
- Луганськ[12][13][14][15][16]

З"єднання фіксувалося у прикордонних з Україною районах ростовської області РФ.
Військовослужбовці 61 ОБрМП навіть привезли трофейний український БРДМ на місце постійної дислокації у Мурманську область.

### Повномасштабне російське вторгнення (з 2022)
Повідомлялося, що станом на лютий 2022 року підрозділи бригади були перекинуті до Чорного моря у складі десантної оперативної групи, яка брала участь у вторгненні в Україну. 7 березня українські військові заявили, що вбили у бою під Харковом підполковника Дмитра Сафронова, командира батальйону морської піхоти бригади..
Станом на 2023 рік бригада дислокувалася у Миколаївській області, а саме на мисі Кінбурн. На початку вересня частини бригади були перекинуті в район Бахмута.
Навесні 2024 року бригада передислокувалася на Херсонщину, зайнявши позиції у дельті Дніпра.

### Війна в Сирії
У березні 2016 року 61-а бригада морської піхоти допомогла сирійській урядовій армії взяти місто Пальміра. Незважаючи на те, що інші російські сили були доступнішими для операції, для операції було обрано 61-у бригаду, оскільки вона вважалася одним з найбільш підготовлених і досвідчених у бойових діях підрозділів російської армії.

## Склад
Станом на 2015 рік:
- Штаб і керівництво бригади — в/ч 38643;
- 874-й окремий батальйон морської піхоти (на БТР-80) — в/ч 63969;
- 876-й окремий десантно-штурмовий батальйон — в/ч 81285;
- 317-й окремий батальйон морської піхоти (кадрований);
- 318-й окремий батальйон морської піхоти (кадрований);
- 886-й розвідувальний батальйон (на МТ-ЛБ, БТР-80) — в/ч 99730;
- 125-й окремий танковий батальйон (на Т-80);
- 1611-й самохідний артилерійський дивізіон (на 2С1 «Гвоздика») — в/ч 63866;
- 1591-й самохідний артилерійський дивізіон (на 2С23 «Нона-СВК»);
- 1617-й зенітний ракетно-артилерійський дивізіон (на ЗСУ-23-4 «Шилка» та 2С6 «Тунгуска») — в/ч 63866;
- 180-й окремий морський інженерний батальйон — в/ч 36085;
- рота зв'язку;
- ремонтна рота;
- рота матеріально-технічного забезпечення;
- взвод хімічної розвідки (на БРДМ-2РХБ);
- 75-й військово-морський лазарет;
- комендантський взвод;
- оркестр.

## Втрати
З відкритих джерел відомо про деякі втрати 61 ОБрМП:
7 березня 2022 року, згідно повідомлення Генерального штабу Збройних Сил України, в ході відбиття російського вторгнення в Україну було ліквідовано заступника командира 61-ї окремої бригади морської піхоти ЗС РФ підполковника Дмитра Софронова. А 28 травня 2022 року був ліквідований начальник штабу бригади — гвардії полковник Руслан Ширін.

## Командування
- (???—30.09.2017†) полковник Федянін Валерій Володимирович

## Галерея

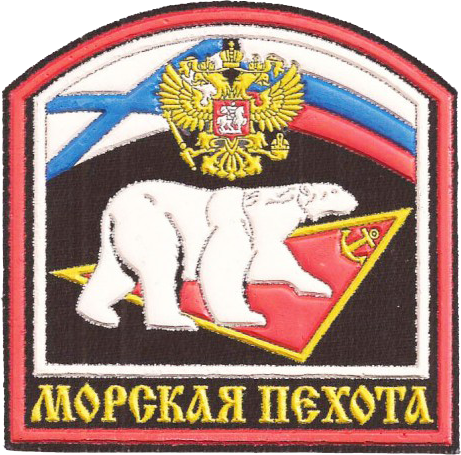
Нарукавний знак

## Матеріали
- Askai, 61-я бригада морской пехоты ВС РФ на Донбассе [Архівовано 27 вересня 2016 у Wayback Machine.] // livejournal.com
- Askai, 61-я бригада морской пехоты ВС РФ на Донбассе ч.2 [Архівовано 21 листопада 2020 у Wayback Machine.] // wordpress.com